# Альфред Розенберг

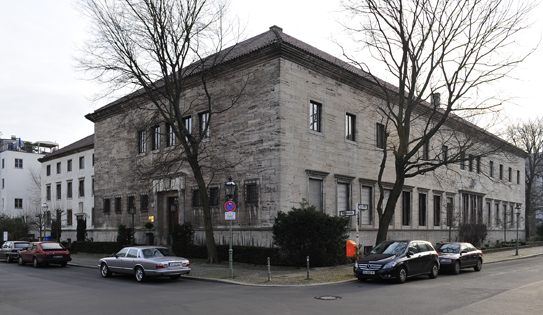
З 1942 офіс міністра у справах окупованих східних територій Альфред Розенберг

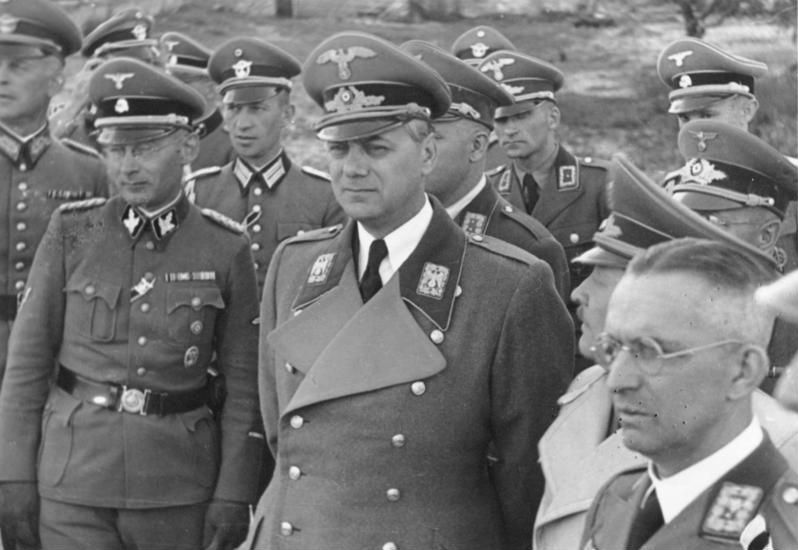
Альфред Розенберг, 1942 в Києві

Альфред Ернст Розенберг (нім. Alfred Ernst Rosenberg, *12 січня 1893, Таллінн, Естляндська губернія, Російська імперія — †16 жовтня 1946, Нюрнберг, Американська зона окупації Німеччини) — німецький нацистський лідер. Вважається одним з головних ідеологів німецького нацизму, головні засадничі ідеї якого виклав у праці Міф двадцятого століття (нім. Der Mythus des 20. Jahrhunderts), виданій у 1930. Нюрнберзьким трибуналом визнаний воєнним злочинцем.

## Життєпис
Народився у Ревелі (тепер Таллінн) у сім'ї балтійських німців. Дитинство та юність провів в Естонії, яка перебувала під владою Російської імперії. Навчався у Ризькому Вищому технічному училищі (політехнічному інституті). Навчання в Імператорському Московському технічному училищі (ІМТУ, зараз — Московський державний технічний університет імені Н. Е. Баумана) — це легенда, що виникла в результаті плутанини назв.
У 1918 — під час революції — втік до Німеччини.
У 1919 приєднався до новоствореної націонал-соціалістичної партії.
З 1923 — головний редактор партійного органу «Народний оглядач» (нім. «Völkischer Beobachter»).
У 1923—1924 роках очолював партію після арешту її лідерів у зв'язку з невдалим Мюнхенським путчем. Провідний ідеолог нацистського руху: розвинув теорії про расову вищість німців та про необхідність завоювання німцями «життєвого простору» на Сході. У керівництві нацистської партії вважався фахівцем зі справ Східної Європи.
З 1933 року очолював відділ зовнішньої політики нацистської партії.
У 1942 році сформував Міністерство окупованих східних територій.
Після закінчення війни постав перед трибуналом і був засуджений до смертної кари. 16 жовтня 1946 року вирок був виконаний. Розенберг був єдиним з 10 засуджених, що відмовився від останнього слова.

## Ставлення до України
Вперше побував в Україні ще влітку 1917. Неодноразово висловлювався за створення Української держави.
17 липня 1941 за розпорядженням А. Гітлера очолив міністерство Райху для окупованих районів Сходу (нім. Ostministerium). Політичною метою окупації вважав максимальне послаблення Росії, зокрема шляхом від'єднання частини її територій і передачі їх до нових адміністративних утворень — Білорутенії, Райхскомісаріату України і Донського регіону. Виступав за створення навколо Росії санітарного кордону з буферних держав: України, Білорусі, Центральної Азії, — які залежали б від Райху та одночасно користувалися певним самоврядуванням. Висловлював думки, що у майбутньому Україна мала б стати незалежною державою, союзником Третього Рейху.
Першочерговим завданням вважав одержання з України продовольства й сировини, необхідних для ведення воєнних дій у Росії. З економічних та ідеологічних мотивів виступав за прихильне ставлення окупаційної адміністрації до українців. Для налагодження ефективних поставок з України Розенберг радив розпустити колгоспи і наділити селян землею. Вважав недоцільним[джерело?] існування українських політичних партій і наділення їх політичною владою. На думку Розенберга[джерело?], українці могли допускатися до участі в самоврядуванні лише на нижчому і середньому рівнях. У галузі культурної політики виступав за проведення заходів, які б зміцнили національну самосвідомість українців і дозволили б змобілізувати їх для боротьби проти Росії (зокрема, висунув ідею відкриття у Києві українського університету та наполягав на перенесенні столиці райхскомісаріату України з Рівного до Києва).
Українська політика Розенберга мала інструментальний характер і переслідувала мету ослабити на тривалий період Росію та забезпечити життєві інтереси Райху на Сході Європи. Політична лінія Розенберга щодо українців не знайшла підтримки серед нацистського керівництва[джерело?]. Реалізація планів Розенберга стала цілковито неможливою[джерело?] через жорстоку й брутальну політику щодо українського населення, яку проводив райхскомісар України Е. Кох. На цьому тлі між Розенбергом і Кохом виник гострий конфлікт. У травні 1943 Гітлер повністю підтримав лінію Е. Коха і гостро критикував діяльність Розенберга та керованого ним міністерства. .

## Про Україну
- Die Ukraine — in Knotenpunkt der Weltpolitik [Україна — вузлова точка світової політики] // Der Weltkampf: Monatsschrift für Weltpolitik völkische Kultur und die Judenfrage in aller Welt. — Deutscher Volksverlag., 1929.
- Поездка Альфреда Розенберга по Украине. Иллюстрированное сообщение о первой официальной поездке рей-хсминистра освобожденных восточных областей на Украину. — Б.м., б.д. — 24 с. [Архівовано 26 березня 2014 у Wayback Machine.]
- Доповідна записка № 1-2 від 6-7 липня 1941 [Архівовано 26 березня 2014 у Wayback Machine.] // Institut für Zeitgeschichte. — München. — Nürnberger Dokumente 1018-PS.

## Нагороди
- Золотий партійний знак НСДАП
- Орден крові
- Німецька національна премія за мистецтво і науку (1937)[3]
- Хрест Воєнних заслуг 1-го класу
- Хрест Воєнних заслуг 2-го класу
- Орден Священного скарбу 1-го класу (Японія) (19 листопада 1941)[3]

## Галерея

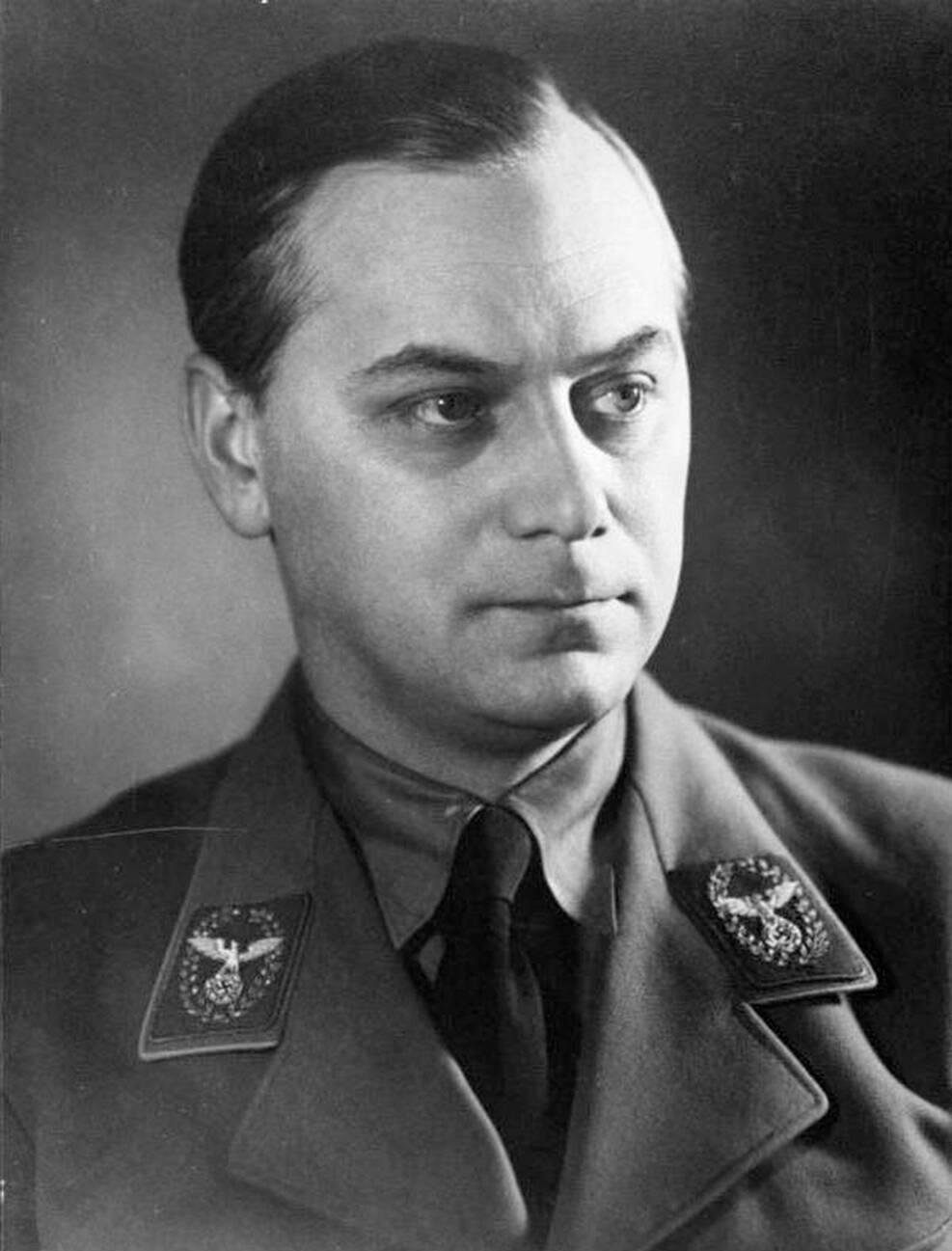
Розенберг у 1939 році
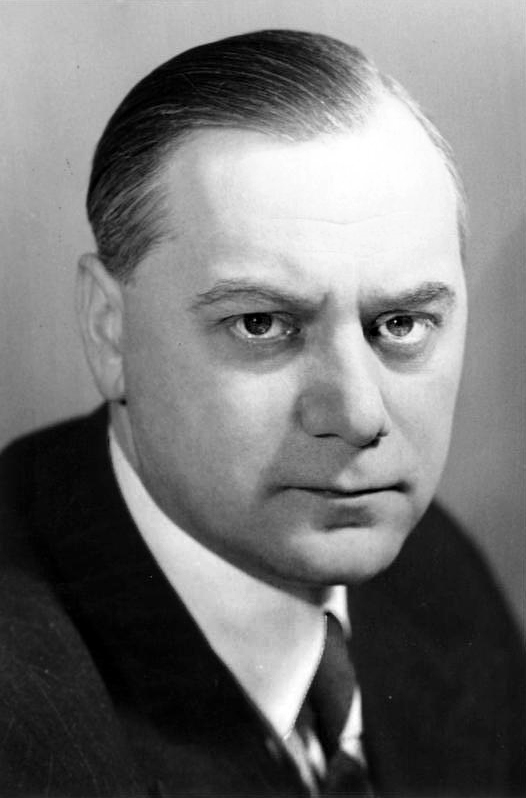
Розенберг у 1941 році
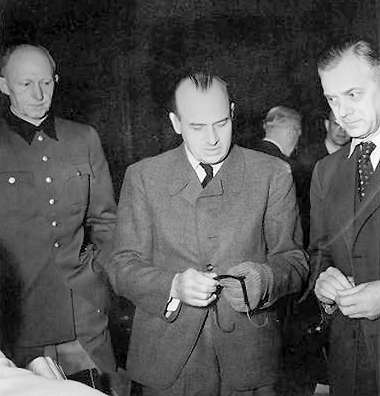
Розенберг (праворуч) під час Нюрнберзького процесу
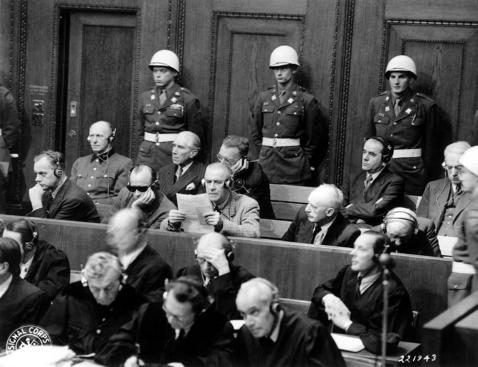
Підсудні Нюрнберзького процесу під час судового засідання. Розенберг - крайній ліворуч у першому ряду.
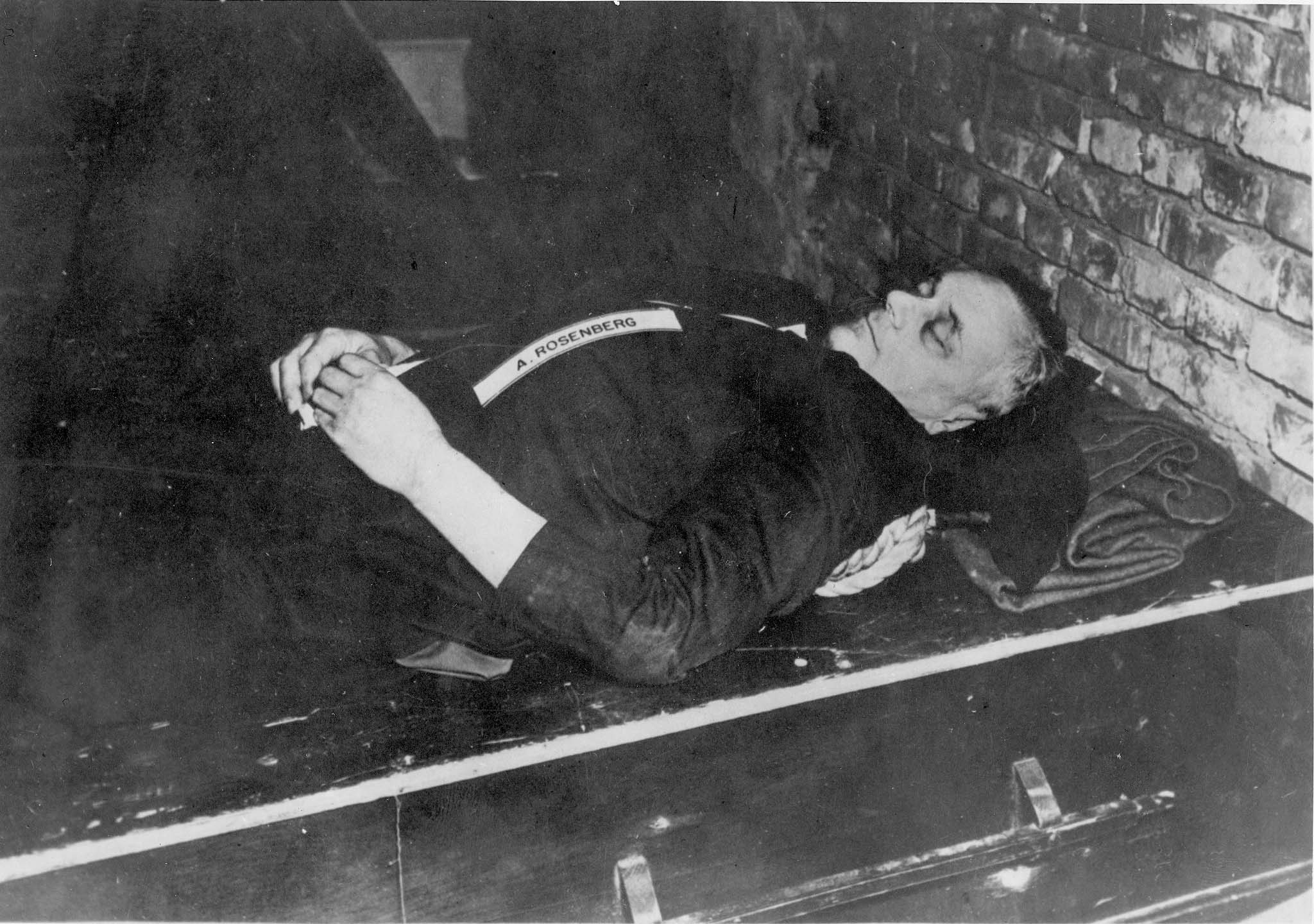
Тіло Розенберга після страти

### Українською мовою
- Кашеварова Н.Г. Розенберг Альфред [Архівовано 2 грудня 2016 у Wayback Machine.] // Енциклопедія історії України : у 10 т. / редкол.: В. А. Смолій (голова) та ін. ; Інститут історії України НАН України. — К. : Наукова думка, 2012. — Т. 9 : Прил — С. — С. 261. — ISBN 978-966-00-1290-5.
- Енциклопедія українознавства : Словникова частина : [в 11 т.] / Наукове товариство імені Шевченка ; гол. ред. проф., д-р Володимир Кубійович. — Париж — Нью-Йорк : Молоде життя, 1955—1995. — ISBN 5-7707-4049-3.

### Російською мовою
- Розенберг, Альфред / Вишлёв О. В. // Пустырник — Румчерод. — М. : Большая российская энциклопедия, 2015. — С. 605. — (Большая российская энциклопедия : [в 35 т.] / гл. ред. Ю. С. Осипов ; 2004—2017, т. 28). — ISBN 978-5-85270-365-1.
- Гурулёв С. А. Ещё раз о расизме, нацизме и их идеологе Розенберге // Вопросы истории. 2006. № 5. С. 62
- Залесский К. А. Кто был кто в Третьем рейхе: Биографический энциклопедический словарь. — М.: ООО «Издательство АСТ»: ООО «Издательство Астрель», 2002. — С. 570—573. — 942 [2] с. — ISBN 5-17-015753-3 (ООО «Издательство АСТ»); ISBN 5-271-05091-2 (ООО «Издательство Астрель»).
- Залесский К. А. НСДАП. Власть в Третьем рейхе. — М.: Эксмо, 2005. — С. 474—476. — 672 с. — ISBN 5-699-09780-5.
- Лукач Г. Альфред Розенберг — эстетик национал-социализма // Литературная газета, № 26, 1934.
- Розенберг А. Цілком таємно! Що стосується: СРСР. Доповідна записка №1 [російськомовний переклад з німецької(2 квітня 1941 р.)] [Архівовано 10 травня 2021 у Wayback Machine.](рос.)
- Розенберг А. Цілком таємно! Що стосується: СРСР. Доповідна записка №2 [російськомовний переклад з німецької(7 квітня 1941 р.)] [Архівовано 13 квітня 2021 у Wayback Machine.](рос.)
- Архівні документи ІІ світова війна і Україна (1939-1945) [Архівовано 14 квітня 2021 у Wayback Machine.]

### Deutsch мовою
- Не вдалося відобразити властивість P2580: Властивість P2580 не знайдено. Альфред Розенберг // Baltisches biografisches Lexikon digital.